# Merismodes
Merismodes là một chi nấm trong họ Niaceae. Chi này phân bố rộng rãi và có 20 species.